# Vlkovice
Vlkovice är en ort i Tjeckien.   Den ligger i regionen Karlovy Vary, i den västra delen av landet, 120 km väster om huvudstaden Prag. Vlkovice ligger 663 meter över havet och antalet invånare är 130.
Terrängen runt Vlkovice är varierad. Runt Vlkovice är det ganska tätbefolkat, med 86 invånare per kvadratkilometer. Närmaste större samhälle är Mariánské Lázně, 3,2 km nordväst om Vlkovice. Omgivningarna runt Vlkovice är en mosaik av jordbruksmark och naturlig växtlighet.